# Liisa-Ly Pakosta

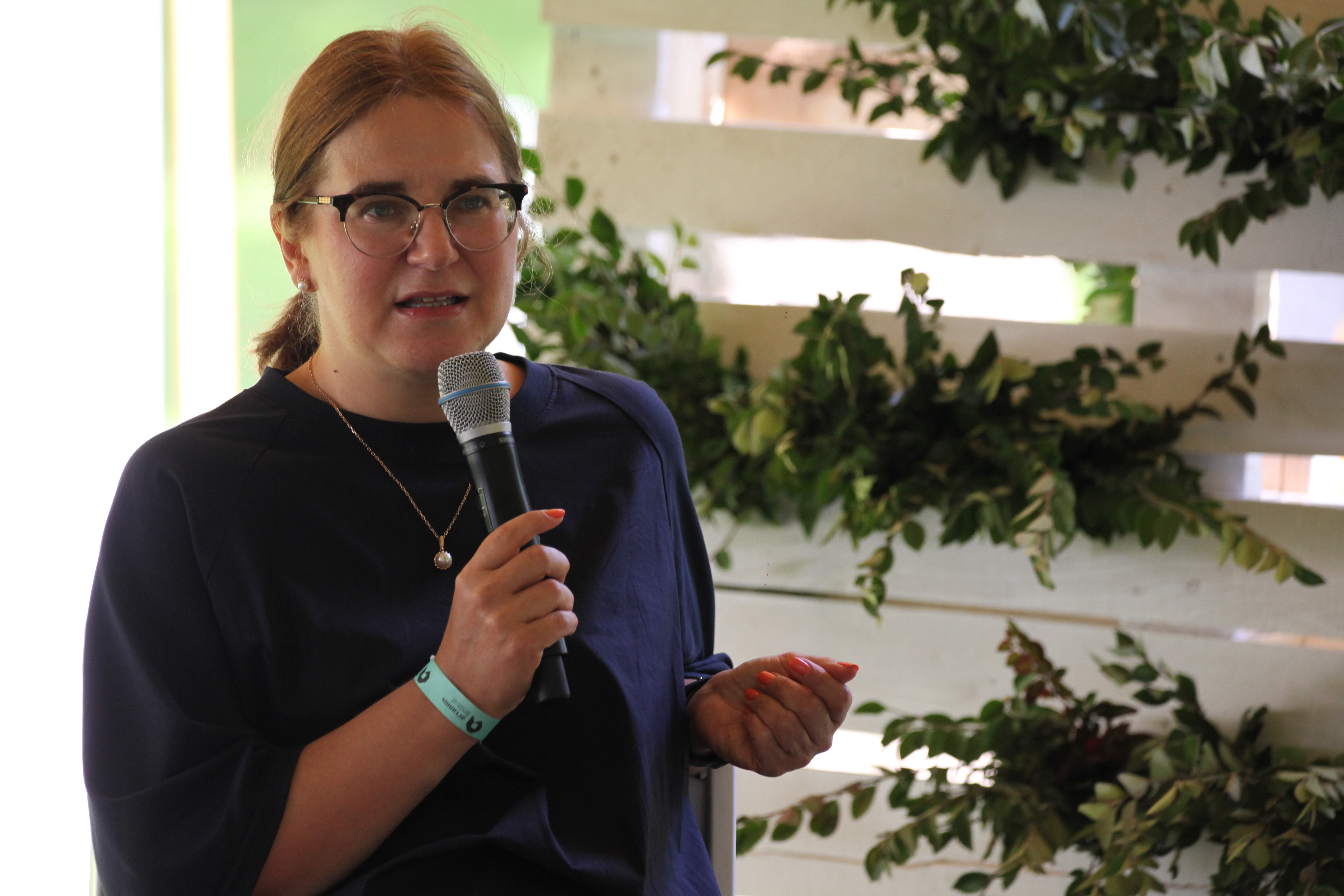
Liisa-Ly Pakosta (2021)

Liisa-Ly Pakosta (* 3. September 1969 in Tallinn, Estnische SSR) ist eine estnische Politikerin. Sie ist seit 23. Juli 2024 Ministerin für Justiz und digitale Angelegenheiten der Republik Estland in der Koalitionsregierung von Ministerpräsident Kristen Michal. Pakosta gehört der liberalen Partei Eesti 200 an.

## Leben und Politik
Liisa-Ly Pakosta schloss 1987 die Schule in der estnischen Hauptstadt Tallinn ab. 1993 beendete sie ihr Studium der Geschichte und Pädagogik an der Universität Tartu.
Von 1984 bis 1994 arbeitete Liisa-Ly Pakosta als Museumspädagogin sowie im Hotelgewerbe. Nach einer kurzen Zeit im estnischen Außenministerium 1994/95 war sie von 1995 bis 1997 Direktorin der Tallinner Tourismusinformation. 1997/98 leitete sie die Informations- und Entwicklungsabteilung der Tallinner Stadtverwaltung. 1998/99 war sie Leiterin des Tallinner Amts für Denkmalschutz.
Von 2000 bis 2015 war Liisa-Ly Pakosta Mitglied der gemäßigt konservativen Partei Isamaa ja Res Publica Liit.
Von 1999 bis 2001 war Pakosta stellvertretende Bürgermeisterin von Tallinn. Von 2002 bis 2005 folgte eine Anstellung als Projektleiterin an der Estnischen Kunstakademie. Von 2004 bis 2008 war sie Vorstandsmitglied der Aktiengesellschaft Suur Eesti Raamatuklub. 2015/16 leitete sie an der Estnischen Kunstakademie die Wissenschafts- und Entwicklungsabteilung und war als Dozentin tätig.
Von 2005 bis 2009 gehörte Liisa-Ly Pakosta dem Stadtrat von Tallinn an. 2008/9 leitete Pakosta den Planungsstab des estnischen Innenministeriums. Von 2009 bis 2014 war sie Abgeordnete im estnischen Parlament (Riigikogu) in dessen 11. und 12. Legislaturperiode. Von 2015 bis 2017 war sie erneut Mitglied des Tallinner Stadtrats.
Von 2015 bis 2022 war Pakosta Beauftragte für Geschlechtergleichstellung und Gleichbehandlung des estnischen Sozialministeriums. 2022 war sie für wenige Monate Generaldirektorin des estnischen Denkmalschutzamts.
2023 schloss sich Pakosta der neugegründeten liberalen Partei Eesti 200 an. 2023/24 wurde sie erneut Abgeordnete im estnischen Parlament in dessen 15. Legislaturperiode.
Am 23. Juli 2024 wurde Pakosta neue Ministerin für Justiz und digitale Angelegenheiten in der aus drei Parteien bestehenden Regierung von Ministerpräsident Kristen Mihal. Sie trat die Nachfolge von Madis Timpson an, der der Estnischen Reformpartei angehörte.

## Privatleben
Liisa-Ly Pakosta lebt in einer nichtehelichen Lebensgemeinschaft.
Sie hat drei Töchter und zwei Söhne aus ihren früheren Beziehungen mit den Politikern Toomas Uibo und Jaanus Reisner.